# Soglio (Olaszország)
Soglio (piemontiul: Seuri vagy Seuli) település Olaszországban, Piemont régióban, Asti megyében. Lakosainak száma 139 fő (2023. január 1.). Soglio Cortazzone, Montechiaro d'Asti, Camerano Casasco, Cortanze, Piea és Viale községekkel határos.

## Népesség
A település lakossága az elmúlt években az alábbi módon változott:
| Lakosok száma | 148  | 143  | 139  |
|               | 2017 | 2018 | 2023 |